# Глазко, Анастасия Ивановна
Анастасия Ивановна Глазко — советский хозяйственный, государственный и политический деятель, Герой Социалистического Труда.

## Биография
Родилась в 1928 году в Сибирском крае (ныне — село Кирово Алтайского района Республики Хакасия).
С 1938 года — на хозяйственной, общественной и политической работе. В 1938—1982 гг. — помощница чабана, чабан, старший чабан, бригадир овцеводческой бригады совхоза «Россия» Алтайского района Хакасской автономной области Красноярского края, мастер животноводства РСФСР, ударник коммунистического труда, занесена в Книгу Трудовой Славы Хакасской автономной области.
21 января 1966 года представлена на соискание звания Героя Социалистического Труда решением № 27 заседания бюро Красноярского крайкома КПСС. Указом Президиума Верховного Совета СССР от 22 марта 1966 года присвоено звание Героя Социалистического Труда с вручением ордена Ленина и золотой медали «Серп и Молот».
Трижды избиралась депутатом Верховного Совета РСФСР (1959–1971).
Умерла в 1988 году в селе Новороссийском Алтайского района.

## Память
В селе Новороссийское её именем названа улица.